# Short Mountain
Short Mountain est une montagne située au sein de la vallée du Connecticut, au centre de l'état du même nom (États-Unis), et faisant partie de Metacomet Ridge, une longue arête rocheuse des Appalaches qui traverse le sud de la Nouvelle-Angleterre sur 160 kilomètres de long. Le sommet s'élève à 160 mètres d'altitude. Short Mountain est une destination populaire pour la pratique de sports en plein air, réputée pour ses falaises, le panorama qu'elle offre, son microclimat ainsi que sa faune et sa flore variées.

## Géographie

### Topographie
Short Mountain s'élève abruptement 60 mètres au-dessus du cours du fleuve Quinnipiac à l'ouest et de la Mattabesett River à l'est. Elle s'étend sur 1,5 de longueur pour 800 mètres en son point le plus large, bien que le relief au sol rende cette distance plus importante. Son point culminant atteint 160 mètres d'altitude. Elle se situe sur le territoire des villes de Southington et Berlin. Elle se prolonge au nord par Ragged Mountain et au sud par les Hanging Hills.

### Géologie
Short Mountain, comme la plus grande partie de Metacomet Ridge, est composée de basalte, une roche volcanique. Elle s'est formée à la fin du Trias lors de la séparation de la Laurasia et du Gondwana, puis de l'Amérique du Nord et de l'Eurasie. La lave émise au niveau du rift s'est solidifiée en créant une structure en mille-feuille sur une centaine de mètres d'épaisseur. Les failles et les séismes ont permis le soulèvement de cette structure géologique caractérisée par de longues crêtes et falaises.

### Écosystème
La combinaison des crêtes chaudes et sèches, des ravines froides et humides et des éboulis basaltiques est responsable d'une grande variété de microclimats et d'écosystèmes abritant de nombreuses espèces inhabituelles pour la région. Short Mountain est un important corridor migratoire saisonnier pour les rapaces.

## Activités

### Tourisme
Short Mountain est traversée par une partie des 82 kilomètres du Metacomet Trail, maintenu par la Connecticut Forest and Park Association, qui s'étend des Hanging Hills à Meriden jusqu'à la frontière avec le Massachusetts. Le panorama permet d'observer les zones urbaines à l'ouest et les Hanging Hills au sud. La montagne est ouverte à la randonnée pédestre, à la raquette à neige et à diverses activités de détente.

### Protection environnementale
La moitié orientale de Short Mountain est protégée au sein du Timberlin Park. En 2000, la montagne a fait l'objet d'une étude du National Park Service en vue d'être intégrée dans un nouveau National Scenic Trail, le New England National Scenic Trail, qui aurait inclus le Metacomet-Monadnock Trail au Massachusetts d'une part, les Mattabesett Trail et Metacomet Trail au Connecticut d'autre part. Le Berlin Land Trust est très actif dans la conservation de la montagne et de son panorama.